# 北温泉街道
北温泉街道，是中华人民共和国重庆市北碚区下辖的一个乡镇级行政单位。

## 行政区划
北温泉街道下辖以下地区：
雨台花园社区、城北新区社区、郭家沱社区、北泉社区、新天花园社区、华光社区、缙云社区、云清路社区、金刚村、人民村和梅花村。